# 妞妞TV
妞妞（2009年11月27日—），頻道名稱為NyoNyoTV，是一个由一名臺灣幼稚園妞妞主播的YouTube频道，其父母则是参与该频道的运作。该YouTube频道具有较高的人气，2021年6月订阅人数超过100万人。该频道的内容包括DIY、小實驗、開箱及小劇場等等，亦包括日常实况及电子游戏实况等。
2022年9月4日，妞妞及家人陸續驗出對2019冠狀病毒病呈陽性反應，目前皆已經康復。

## 外部連結
- YouTube上的NyoNyoTV妞妞TV頻道
- 妞妞TV的Instagram帳戶
- Nyonyotv妞妞ＴＶ的Facebook專頁